# Перемилово (Владимирская область)
Перемилово — село в Юрьев-Польском районе Владимирской области России, входит в состав Симского сельского поселения.

## География
Село расположено на берегу речки Шоса в 9 км на запад от центра поселения села Сима и в 31 км на северо-запад от райцентра города Юрьев-Польский близ автодороги 17А-1 Владимир — Юрьев-Польский — Переславль-Залесский.

## История
В документах XVII столетия Пермилово значится государевой дворцовой вотчиной. Первые сведения о церкви Воздвиженья честного креста Господня находятся в окладных книгах патриаршего казенного приказа от 1628 года. В 1776 году средствами прихожан была построена деревянная церковь с колокольней, существовавшая до конца XIX века. Престол в церкви был один — в честь Воздвижения Честного и Животворящего Крест Господня. В 1893 году в селе Пермилове было 18 дворов, мужчин — 82, женщин — 106. 
В конце XIX — начале XX века село входило в состав Симской волости Юрьевского уезда.
С 1929 года село входило в состав Нестеровского сельсовета Юрьев-Польского района, с 1965 года — в составе Симского сельсовета.

## Население
| 1859 | 1905 | 2002 | 2010 | 2021 |
| ---- | ---- | ---- | ---- | ---- |
| 169  | ↗183 | ↘5   | ↘1   | ↘0   |